# Arabia (stolica tytularna)
Arabia (łac. Dioecesis Arabiensis) – stolica historycznej diecezji w Cesarstwie Rzymskim (prowincja Augustamnica), współcześnie w Egipcie. Od 1933 katolickie biskupstwo tytularne.